# Odivelas

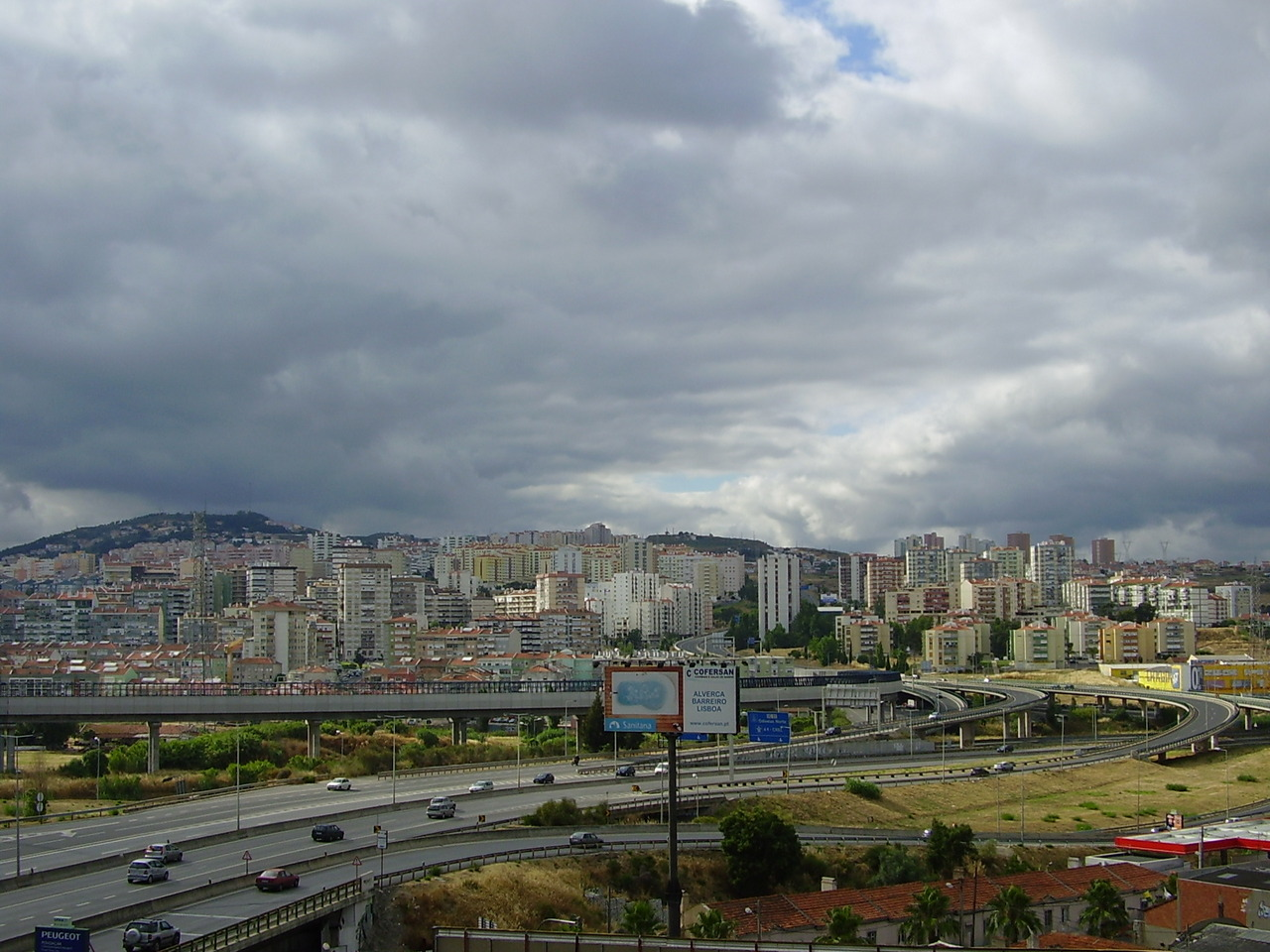

Odivelas este un oraș în Districtul Lisabona, Portugalia.